# Megyeri Barna
Megyeri Barna (Nagyvárad, 1920. július 12. – Budapest, 1966. március 14.) Munkácsy Mihály-díjas magyar szobrászművész.
Apja Nagyváradon városi főmérnök, édesanyja görög hercegnő. Az avantgárd törekvések és a természetelvű plasztika közötti átmenetet képviseli.

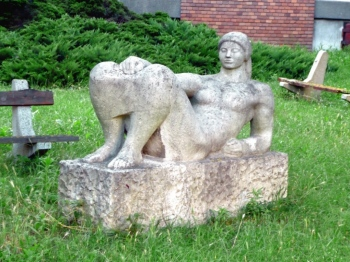
Nyugalom

## Életrajza
1937–1942 között a Magyar Képzőművészeti Főiskolán tanult. Mestere: Kisfaludi Strobl Zsigmond. Az 1940-es években már érdeklődési körébe kerültek a síkformák mozgatásában rejlő lehetőségek, azok téralakító hatása, mint Wehner Tibor írja:
„A papír szobrászati múltja meglehetősen rövid periódust ölel fel a modern magyar művészetben. Az első papírplasztikai kísérletek minden bizonnyal Megyeri Barna 1950-es és 1960-as években született hajtogatott–vágott papírmunkáihoz köthetők.”
1942-ben kizárták a főiskoláról. Katona lett, haditudósító a Szovjetunióban. 1945-től Kolozsvárott, 1947-től Budapesten élt, az Epreskertben dolgozottMedgyessy egyik munkatársa volt, 1955-ben ő fejezte be Arany János mellszobrát. Műveire hatással volt Medgyessy művészete. 1960–1961-ben a Magyar Iparművészeti Főiskolán tanított. 1962-ben Párizsban töltött négy hónapot.

## Díjak, elismerések

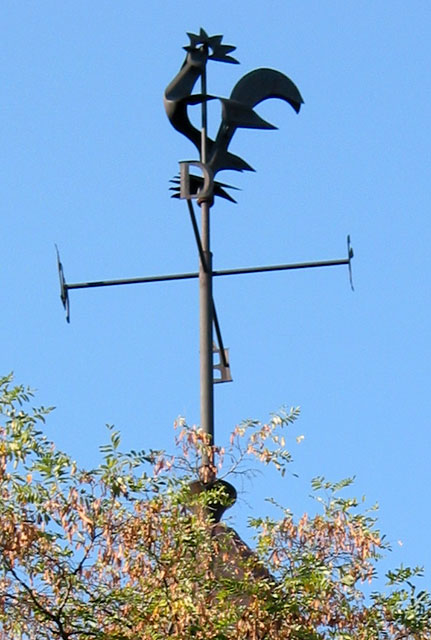
Szélkakas

- 1947 Kultuszminisztérium díja
- 1965 Munkácsy Mihály-díj

## Egyéni kiállítások (válogatás)
- 1964 Csók Galéria, Budapest Bakky Sándor ral
- 1971 Magyar Nemzeti Galéria, Budapest, emlékkiállítás
- 1972 Tornyai János Múzeum, Hódmezővásárhely
- 1978 Déri Múzeum, Debrecen
- 1979 Zichy-kastély, Óbuda
- 1992 Óbudai Társaskör
- 1998 Barcsay Terem, Budapest, Magyar Képzőművészeti Főiskola[6]

## Csoportos kiállítások (válogatás)
- 1947 Alkotás Művészház őszi tárlata
- 1948 Magyar grafikai kiállítás, Stockholm, Fővárosi Képtár, Budapest,  A magyar képzőművészet újabb irányai, Nemzeti Szalon, Budapest
- 1952 Magyar Képzőművészeti kiállítás, Műcsarnok, Budapest
- 1964 szegedi és balatoni Nyári Tárlat; Mai magyar kisplasztika, Csók Galéria, Budapest
- 1991 A hatvanas évek. Új törekvések a magyar képzőművészetben, Magyar Nemzeti Galéria, Budapest.

## Köztéri művei (válogatás)
- 1949 Szovjet katona szobra, Rákoshegy vasútállomás haraszti mészkő, 1992-ben lebontva és áthelyezve a Memento Parkba
- 1950 Bányász szobor, Komló, haraszti mészkőkő
- 1957 Prométheusz szobor, Kazincbarcika, 1957 és 2018 között a Borsodi Hőerőmű homlokzata, 2019-től a Berentei Művelődési Ház és Könyvtár homlokzata, vörösrézlemez domborítás
- 1960 figurális díszek, bronzdomborítás, Metropol Szálló
- 1961 Nyugalom, haraszti mészkő, Budatest XIV., Erzsébet királyné útja 10.
- 1962 dombormű, krómacél, 1962, Ózd-Bolyok, bölcsőde
- 1962 embléma, fém, zománc, Budapest, Csepel, Tranzit
- 1964 Spartacus szobor, Budapest, Kerepesi út 159. aranylapozott alumínium
- 1965 Európa elrablása Debreceni Agrártudományi Egyetem, bronz
- 1965 Szélkakasok, 1965, Gödöllő, Egyetemi Víztorony
- 1966 mennyezetplasztika, Nemzeti Színház
- 1965 Olvasó lány, Hallgató lány, Eger, haraszti mészkő
- 1976 Fekvő nők, mészkő, Eger, Egyetem, Kollégium
- 1972 Facsemetét ültetők, Kecskemét, Kertészeti Főiskola

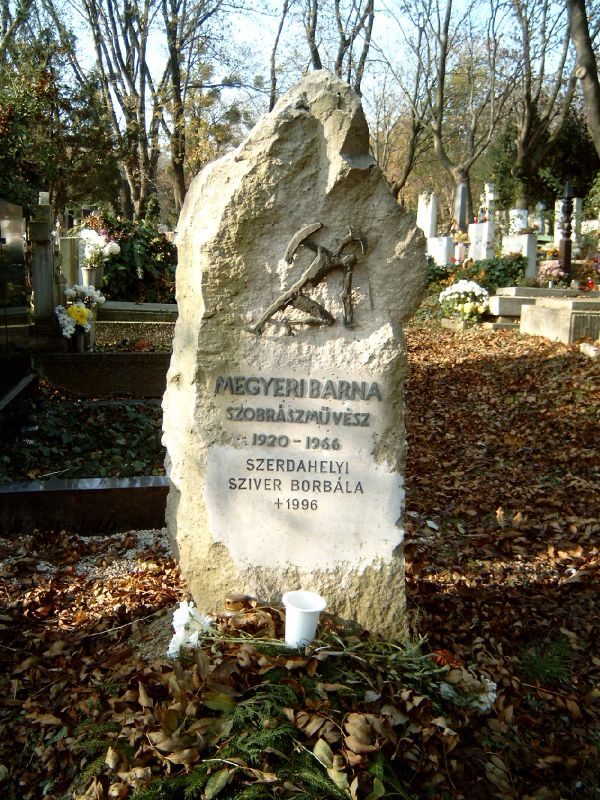
Megyeri Barna sírja Budapesten. Farkasréti temető: 7/5-1-23. A művész saját alkotása.

## Művek közgyűjteményekben
- Déri Múzeum, Debrecen
- Fővárosi Képtár, Budapest
- Magyar Nemzeti Galéria, Budapest.